# Ga sân vận động World Cup (Seoul)
Ga sân vận động World Cup (Seongsan) (Tiếng Hàn: 월드컵경기장(성산)역, Hanja: 월드컵競技場(城山)驛) là một ga trên Tàu điện ngầm Seoul tuyến 6 ở Seongsan-dong, Mapo-gu, Seoul. Nhà ga được xây dựng để tạo điều kiện thuận lợi cho việc di chuyển đến Sân vận động Seoul World Cup nhằm phục vụ cho 2002 FIFA World Cup.

## Lịch sử
- 15 tháng 12 năm 2000: Bắt đầu kinh doanh với việc khai trương đoạn Eungam ~ Sangwolgok của Tàu điện ngầm Seoul tuyến 6 với 1 lối ra (Lối ra 2)
- 20 tháng 11 năm 2001: Lối ra 1 và 3 mới được thành lập sau khi hoàn thành Sân vận động World Cup Seoul

## Bố trí ga
| Digital Media City ↑ |
| \| W/B               |
| ↓ Văn phòng Mapo-gu  |

| Hướng Tây  | ● Tuyến 6 | ← Hướng đi Digital Media City · Eungam · Yeokchon · Eungam   |
| Hướng Đông | ● Tuyến 6 | → Hướng đi Hapjeong · Samgakji · Đại học Hàn Quốc · Sinnae → |

## Lối ra
Sân vận động World Cup lối ra phía Đông và phía Nam
| Lối ra \| 나가는 곳 \| Exit \| 出口 | Lối ra \| 나가는 곳 \| Exit \| 出口 |
| ----------------------------------- | --- |
| 1                                   | Sân vận động World Cup Seoul (Cổng Đông, Cổng Nam) Công viên World Cup (Công viên Hòa bình, Công viên Sky, Công viên Noeul, Công viên Nanjicheon) Chợ nông sản và hải sản Mapo Văn phòng Mapo-gu Trung tâm phúc lợi xã hội tổng hợp Ewha Seongsan Chi nhánh Seoul của Tổng công ty an toàn giao thông Tòa nhà phụ Seongsan của Tổng công ty giao thông Seoul Hội thể thao sinh hoạt Seoul |

Sân vận động World Cup lối ra phía Bắc và phía Tây
| Lối ra \| 나가는 곳 \| Exit \| 出口 | Lối ra \| 나가는 곳 \| Exit \| 出口 |
| ----------------------------------- | --- |
| 2                                   | Sân vận động World Cup Seoul (Cổng Bắc, Cổng Tây) Maebongsan Cơ sở dự trữ văn hóa Seongsan Siyeong APT (Daewoo, Seongyeong, Yuwon) Trường tiểu học Seoul Seongwon |
| 3                                   | Sân vận động World Cup Seoul (Cổng Bắc, Cổng Tây) Sân vận động phụ trợ World Cup Seoul Digital Media City Sân vận động Futsal Seoul World Cup World Cup Park Complex 1 và 2 Trung tâm an toàn Seongsan 119 Trung tâm cộng đồng Seongsan 2-dong Bưu điện Seongsan 2-dong Khu vực World Cup Trường trung học cơ sở Jungam Trường tiểu học Seoul Sinbuk Trường Hanguk Woojin Sân bóng đá |

## Thư viện

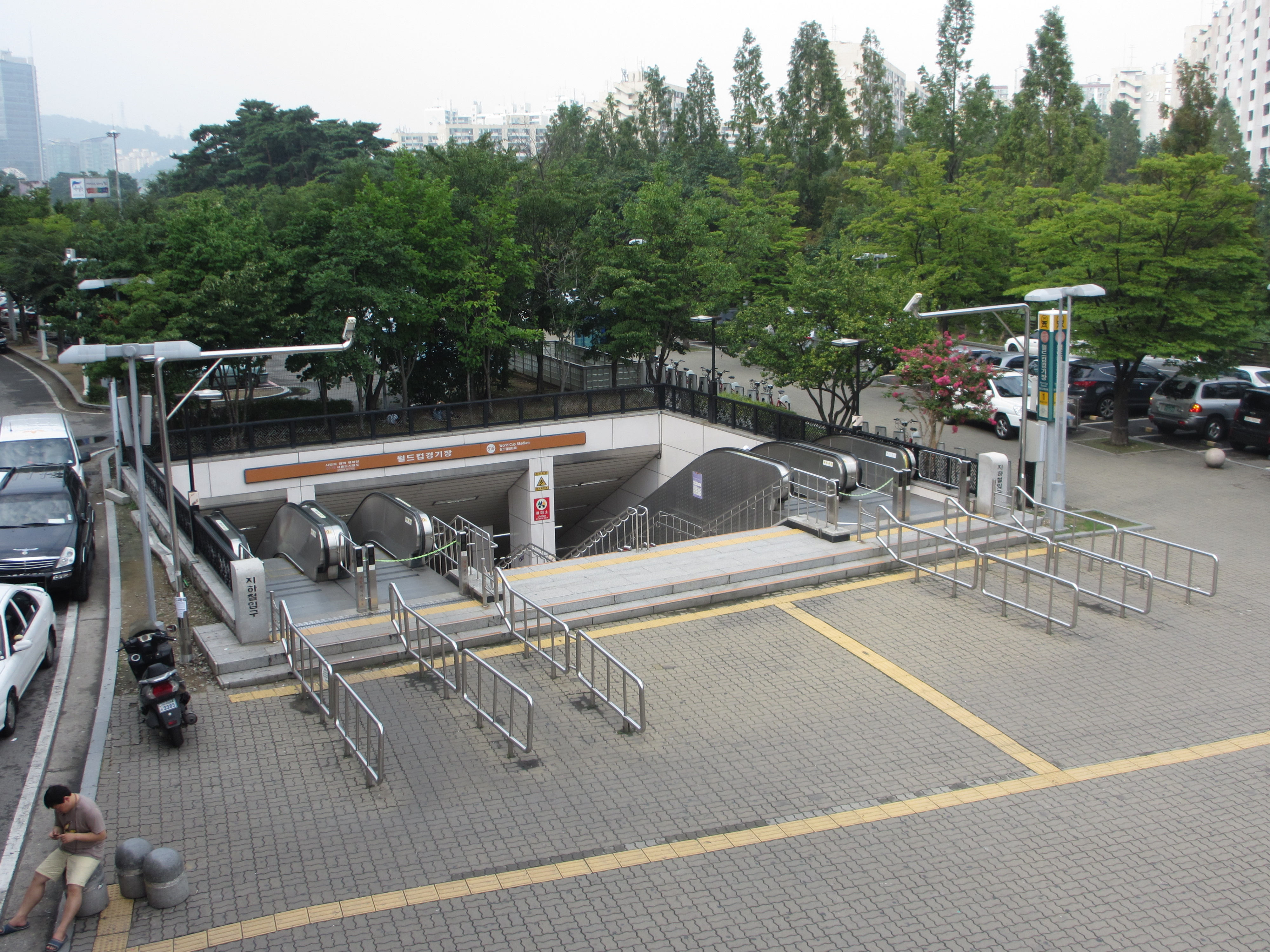
Lối ra 1
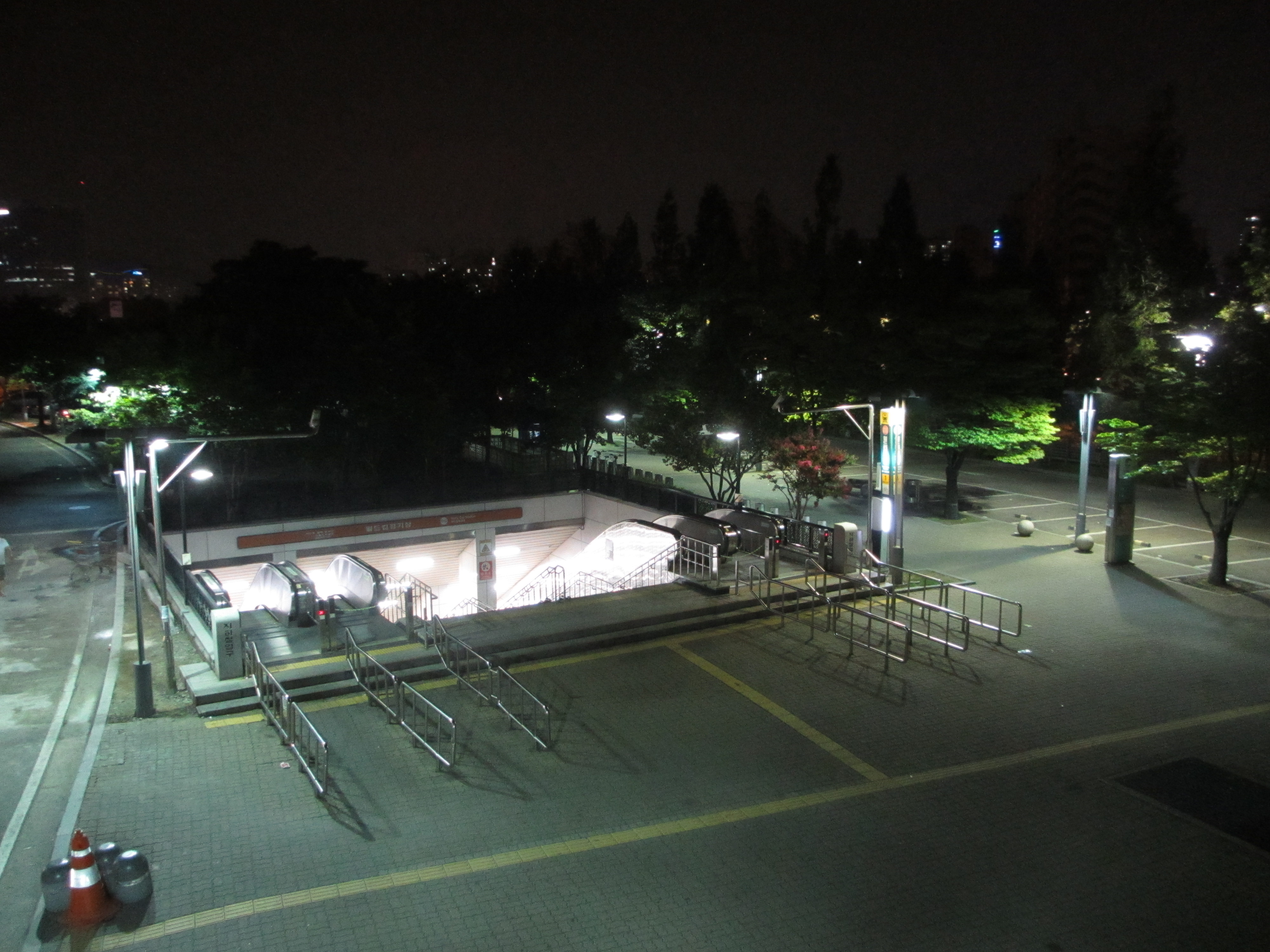
Lối ra 1 (Ban đêm)
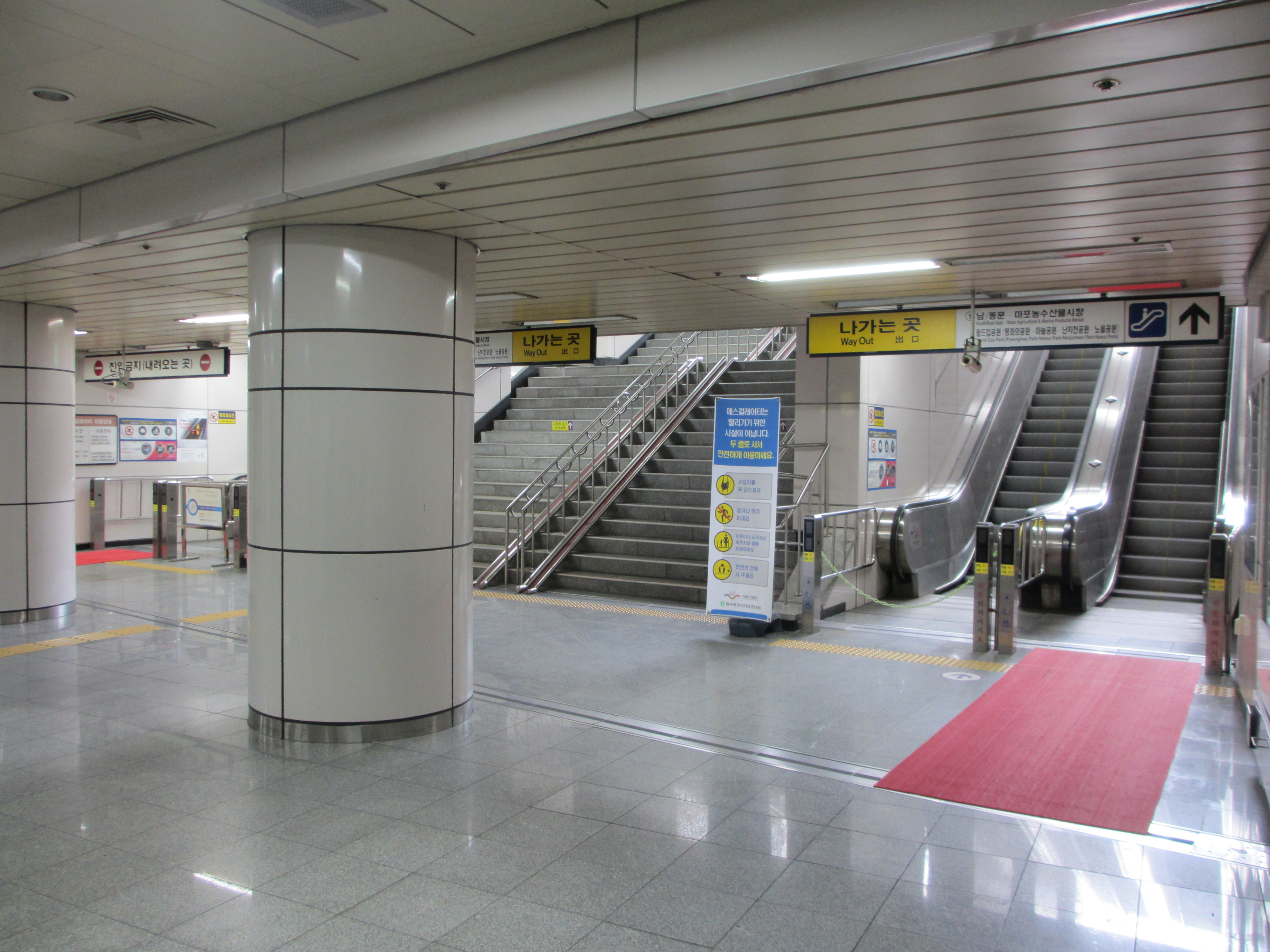
Thang cuốn lối ra 1
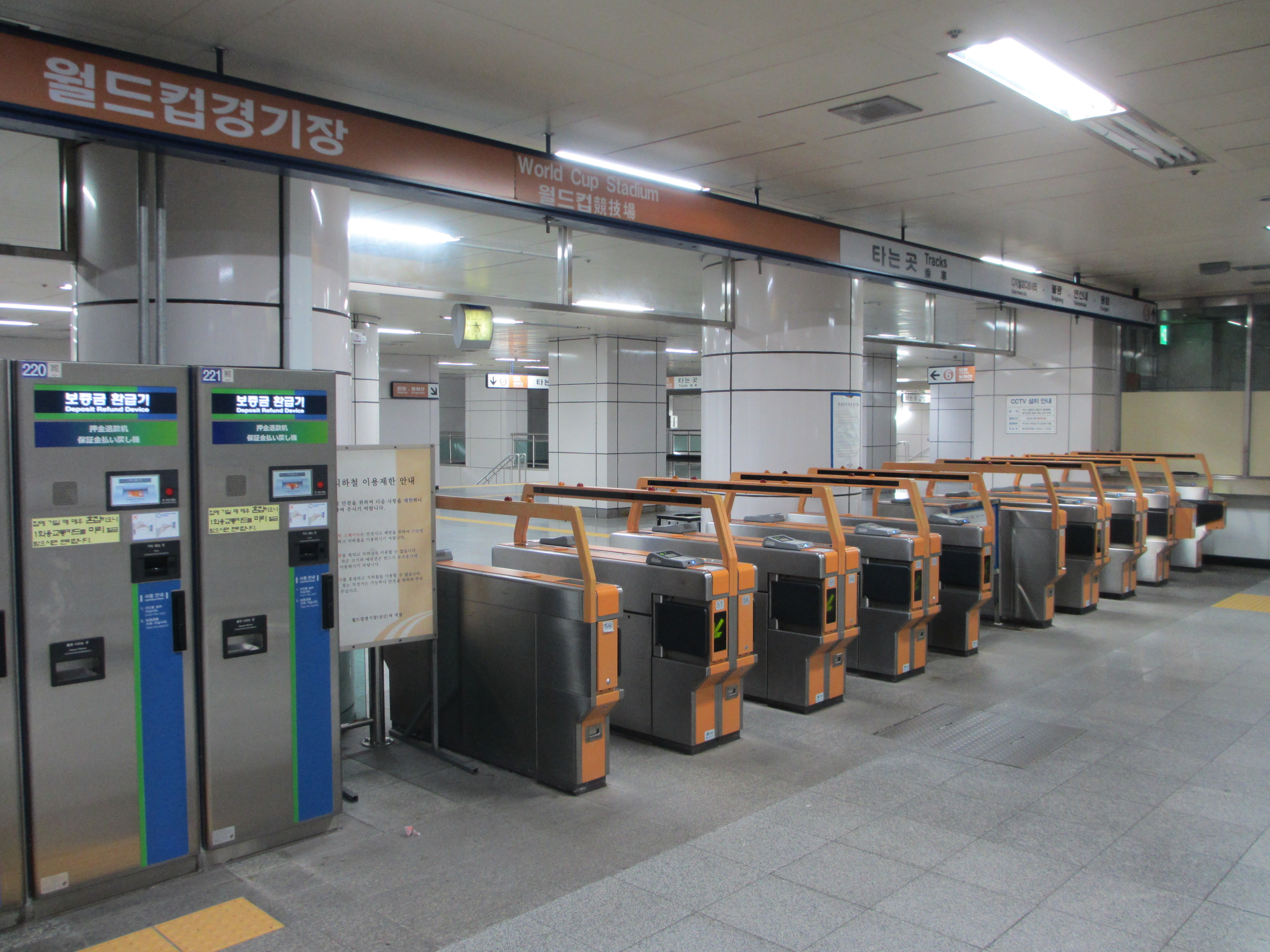
Cửa soát vé lối ra 1
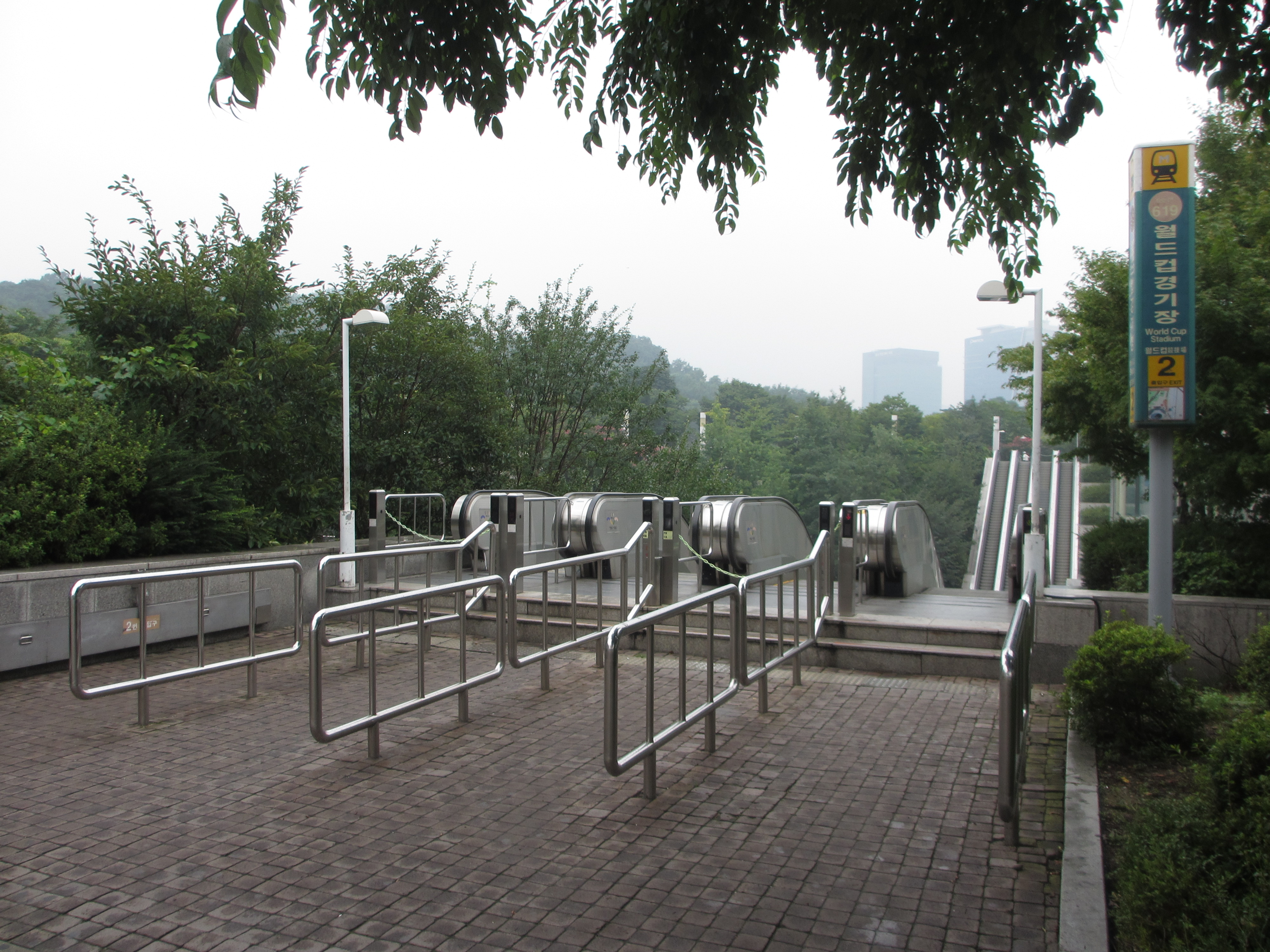
Lối ra 2
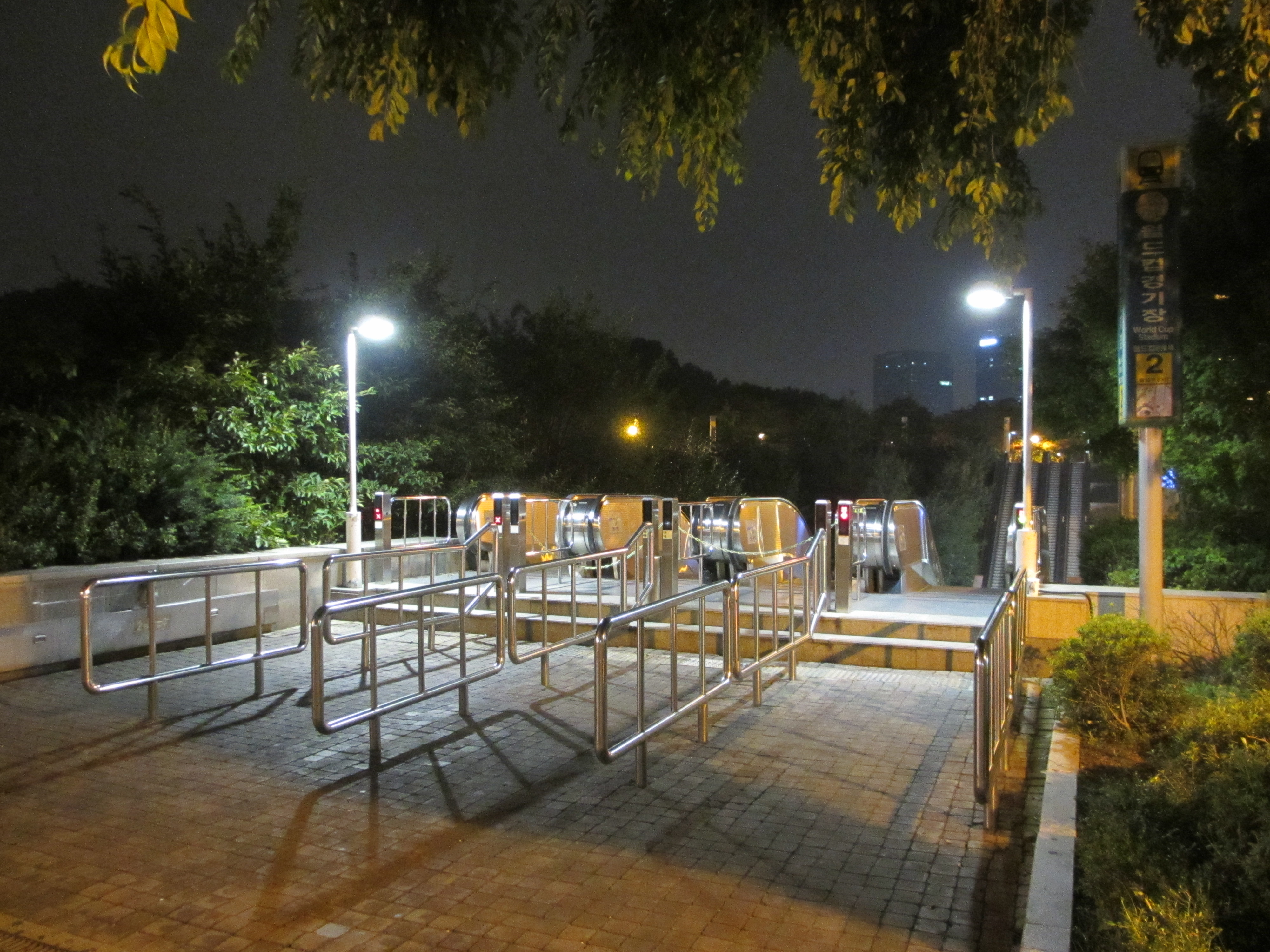
Lối ra 2 (Ban đêm)
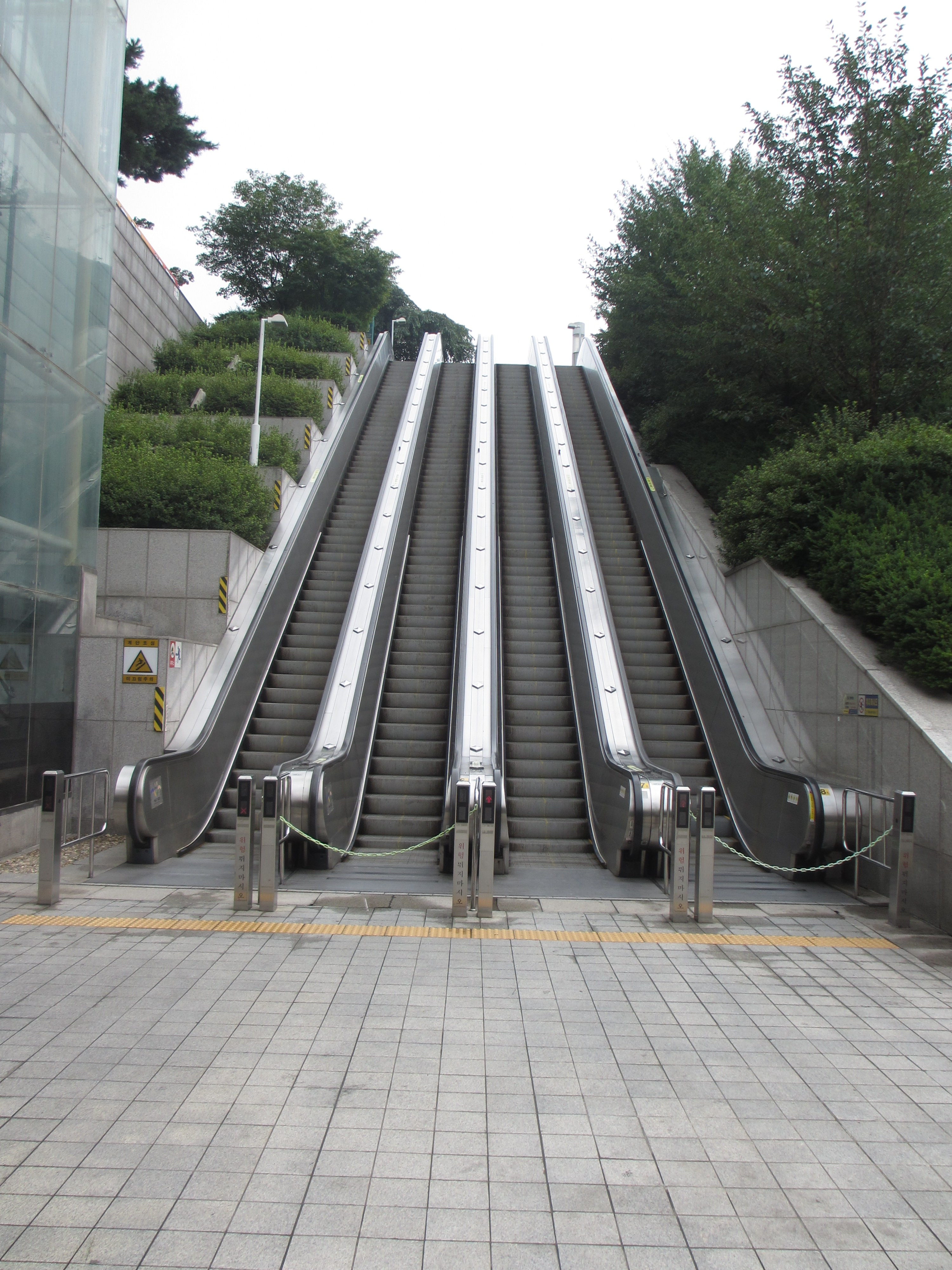
Thang cuốn lối ra 2
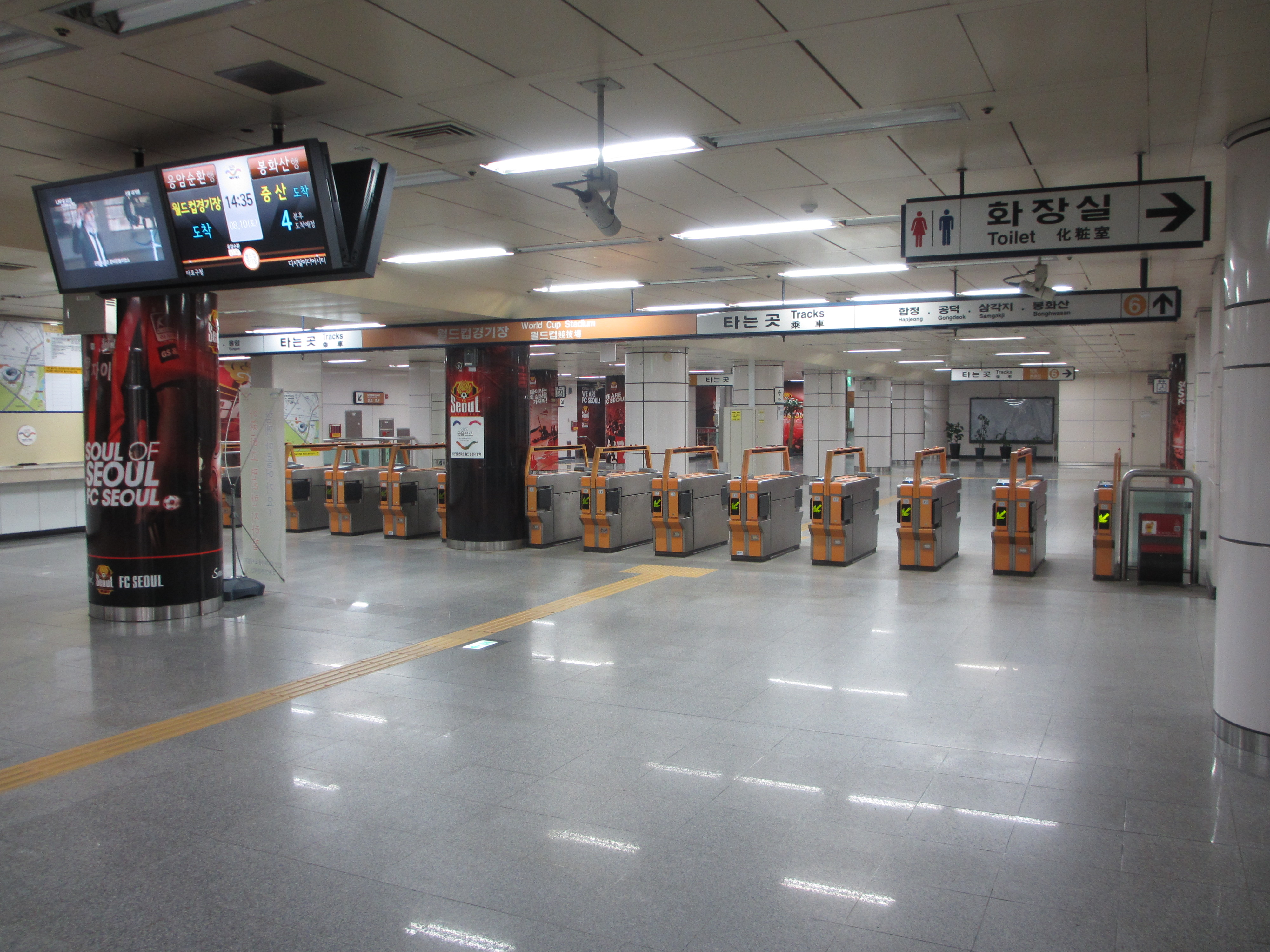
Cửa soát vé lối ra 2
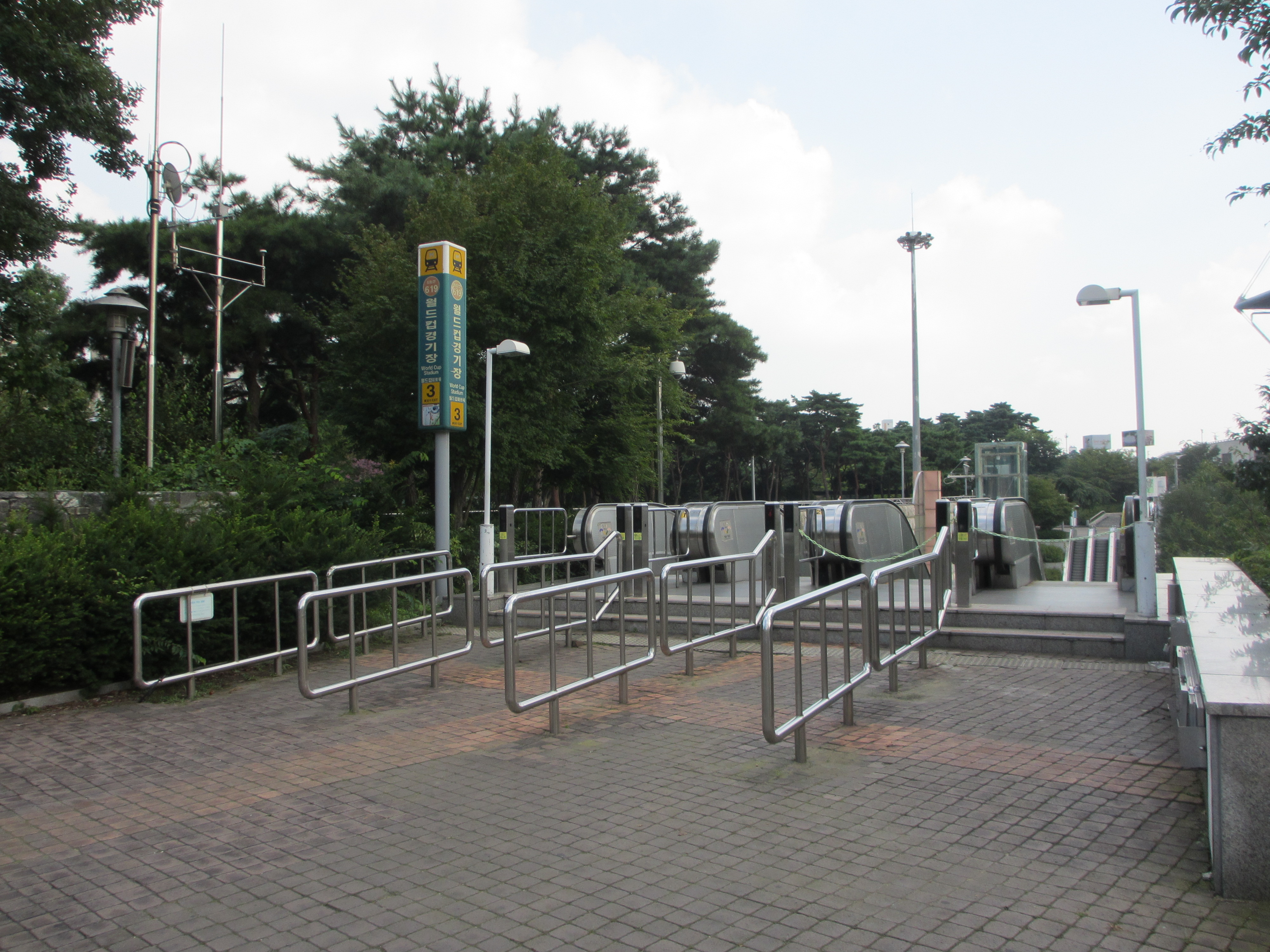
Lối ra 3
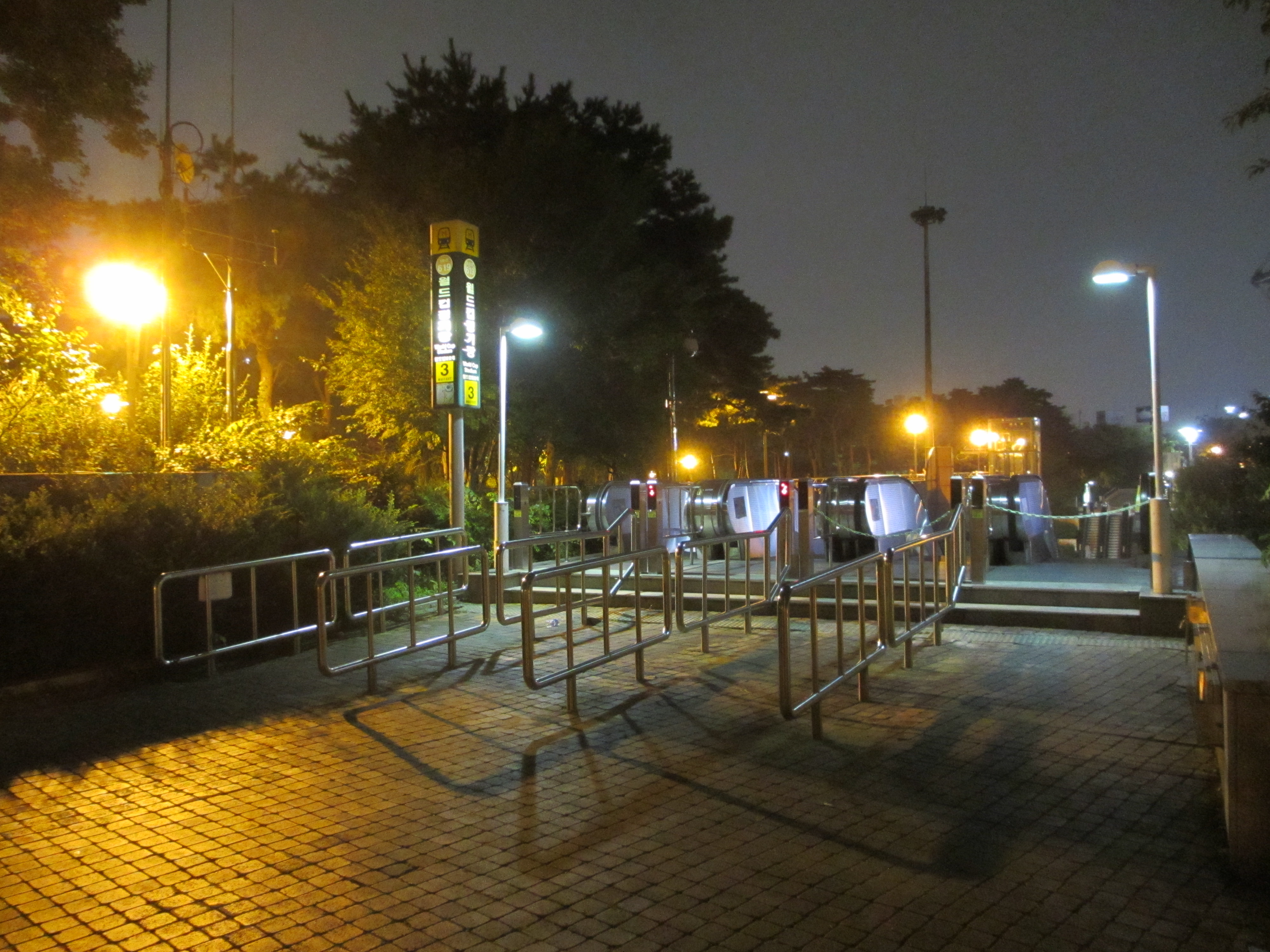
Lối ra 3 (Ban đêm)
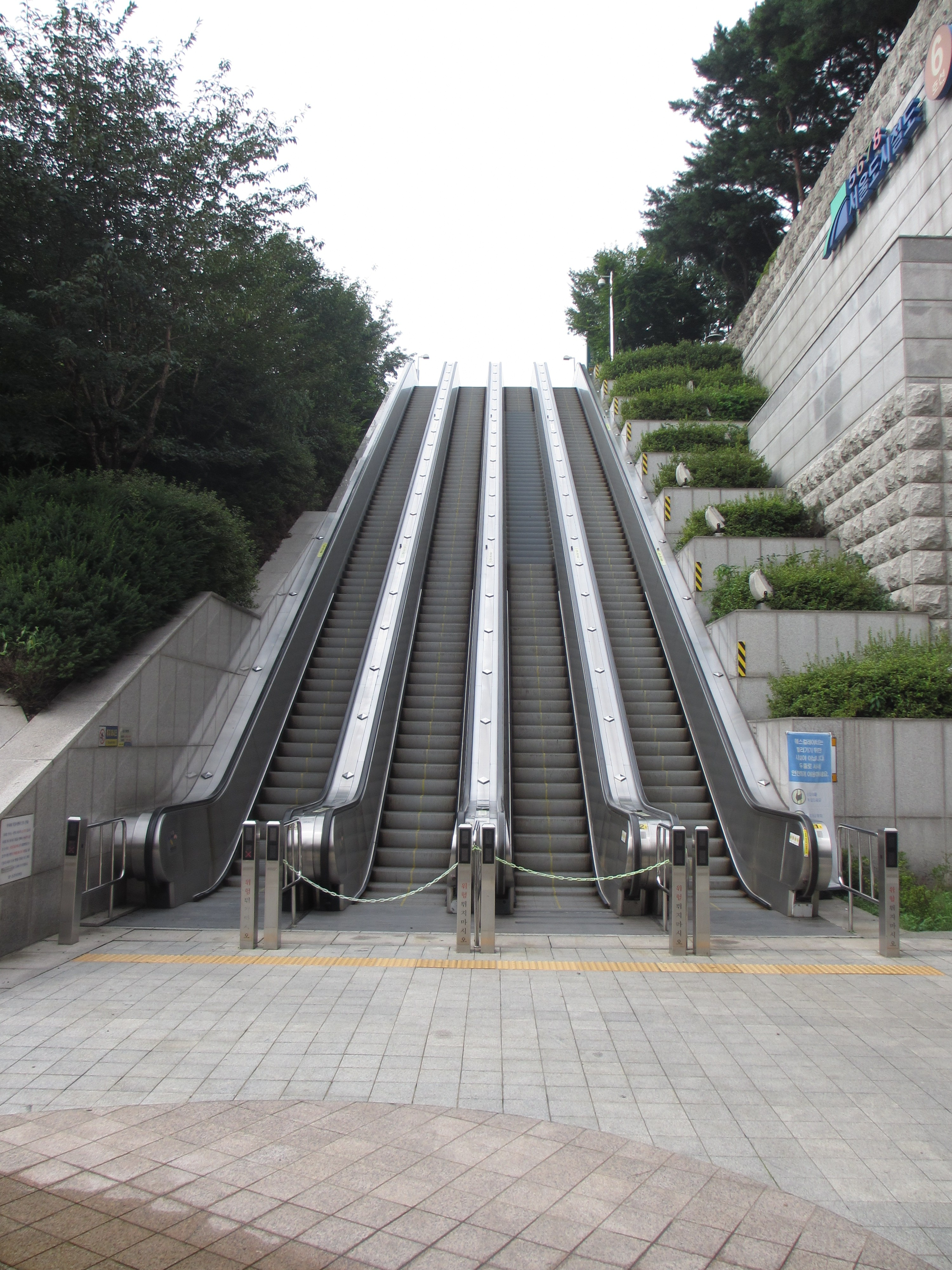
Thang cuốn lối ra 3
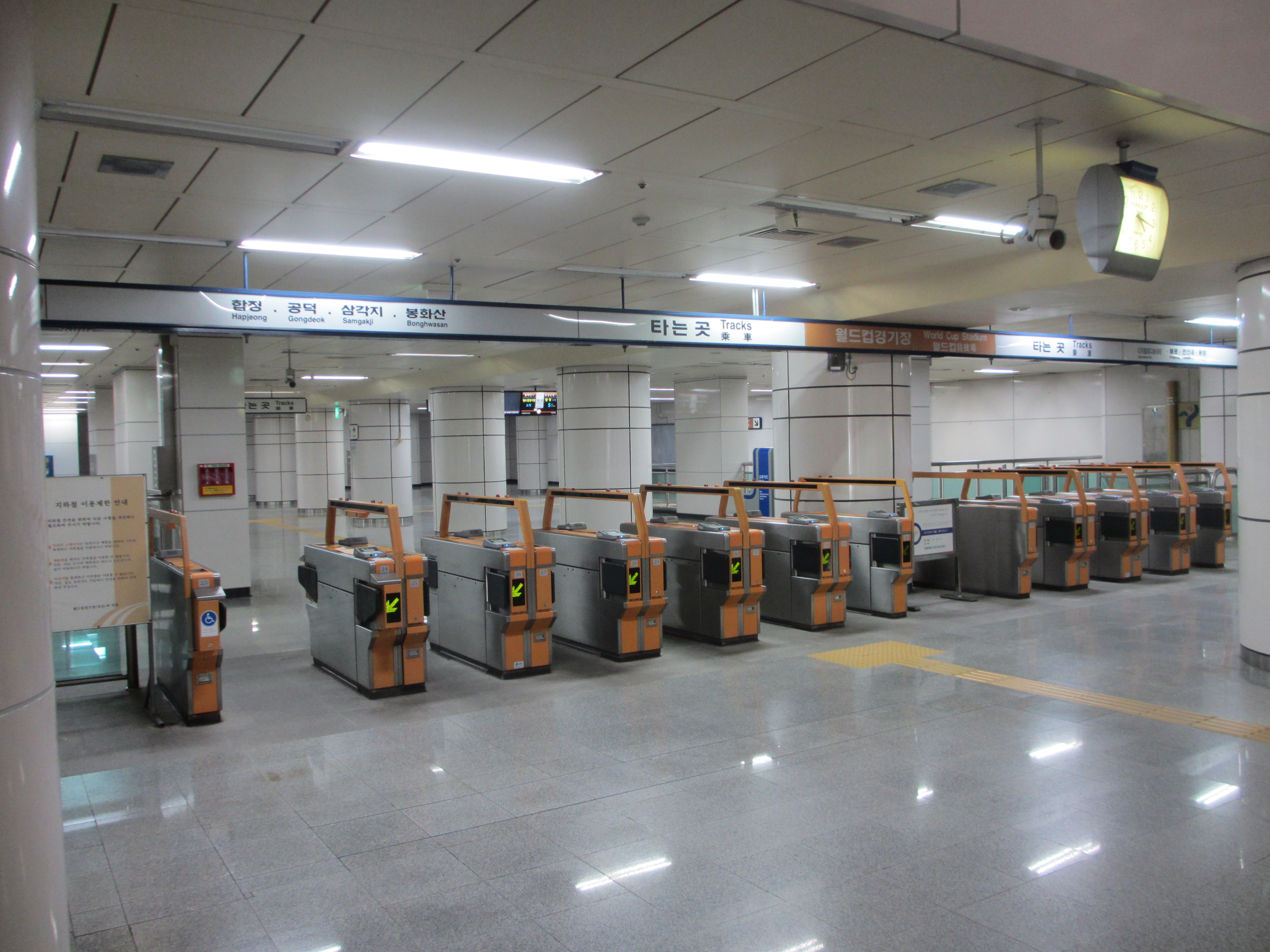
Cửa soát vé lối ra 3
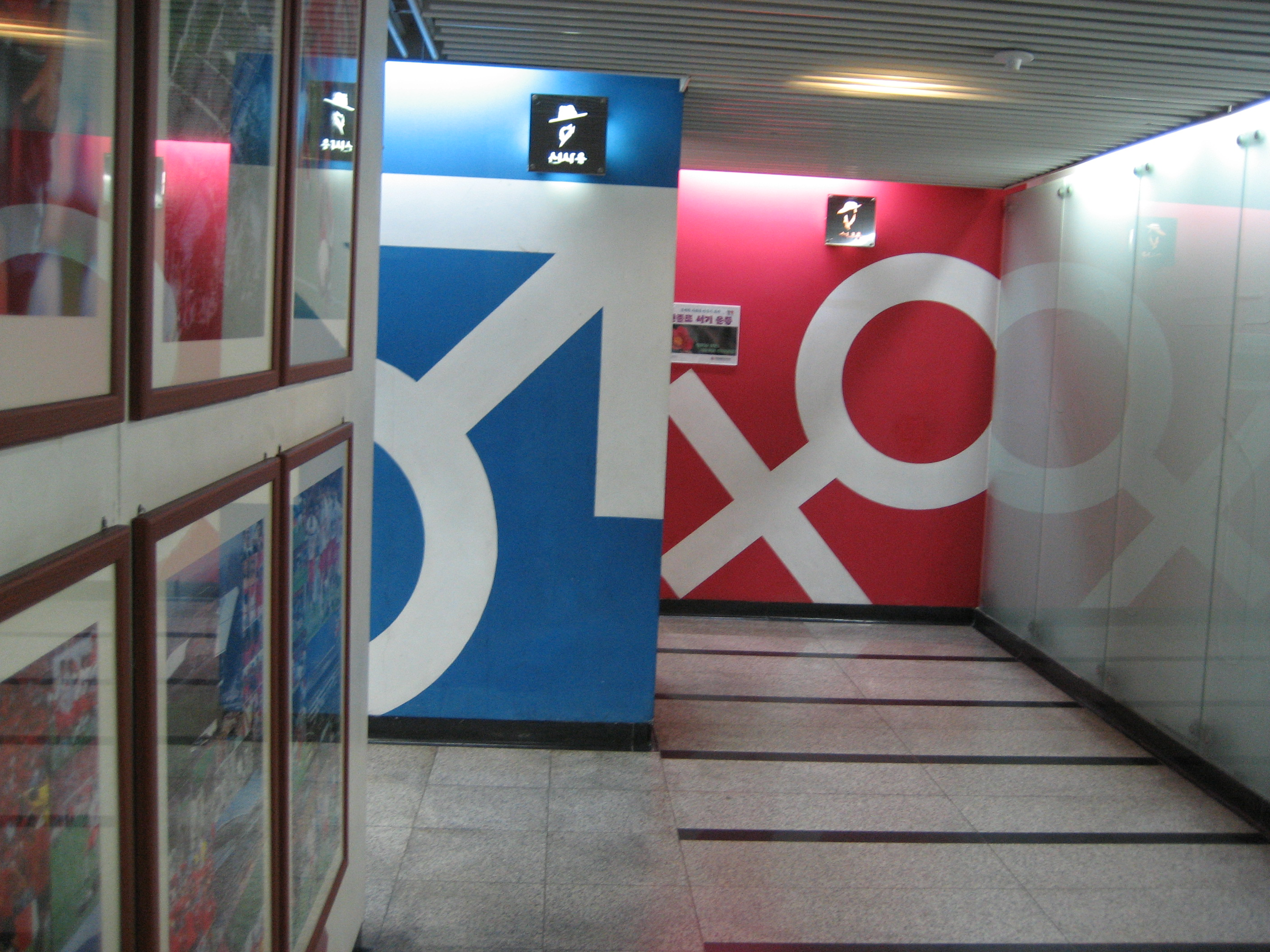
Nhà vệ sinh
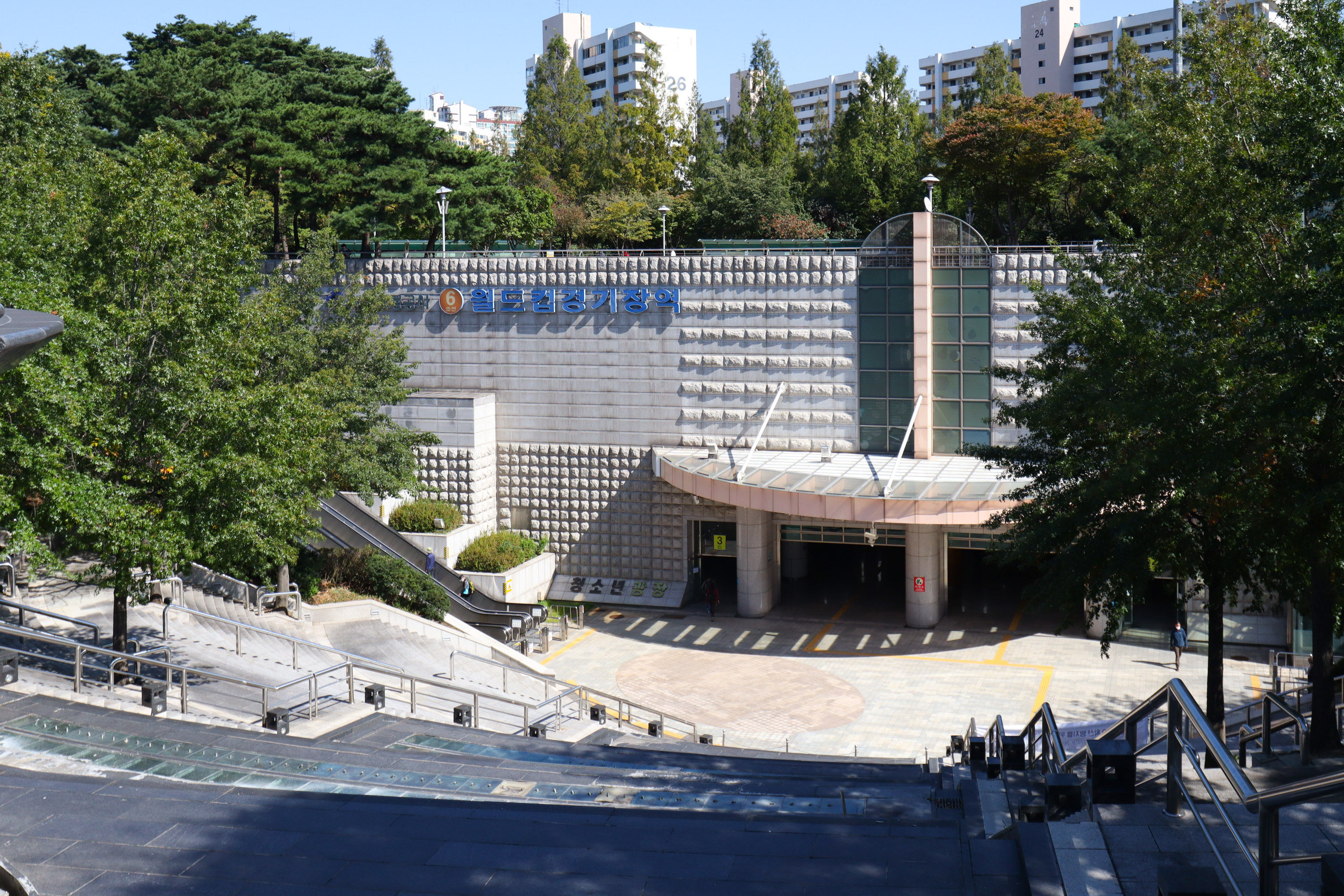
Bên ngoài ga
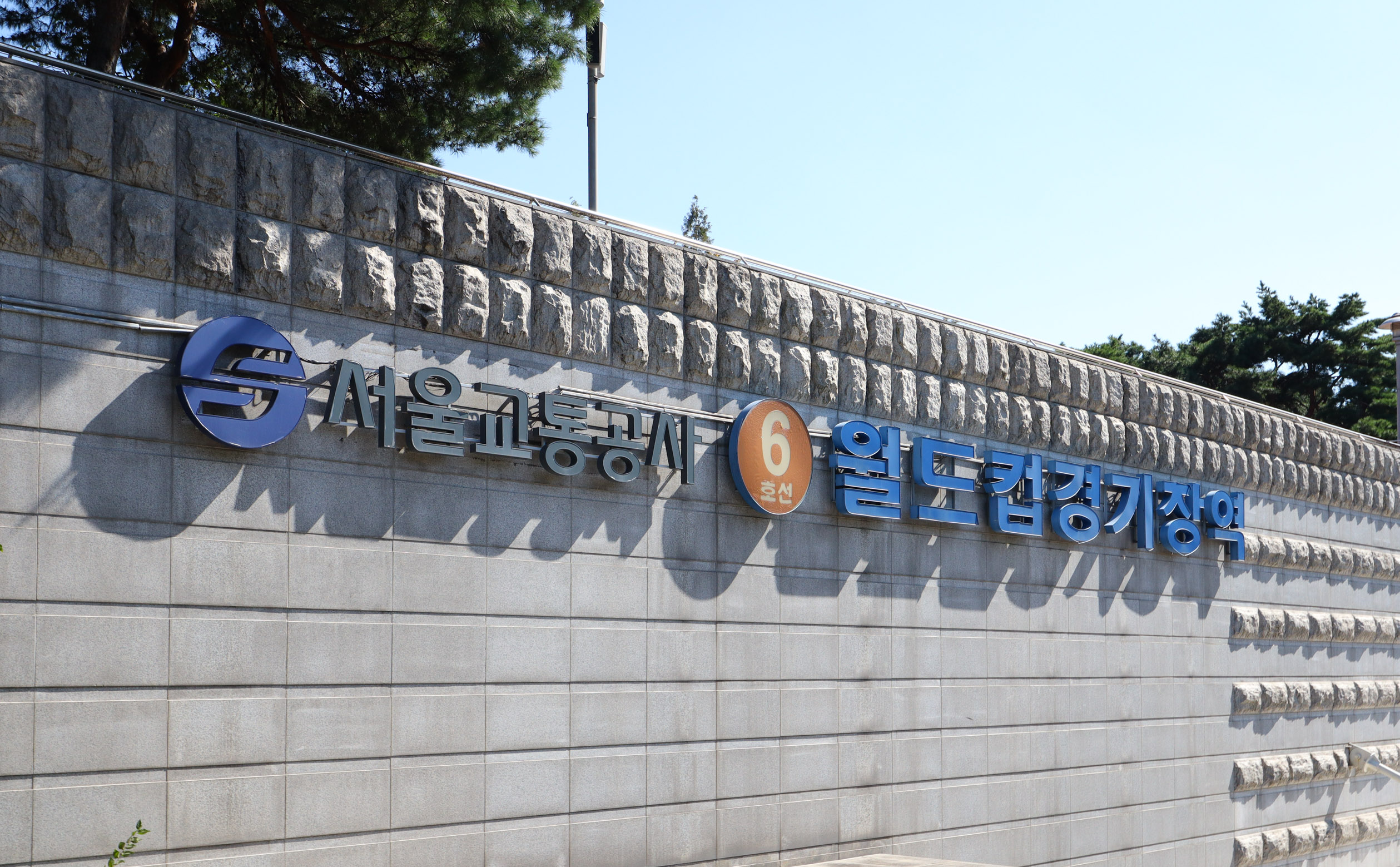
Bảng tên ga
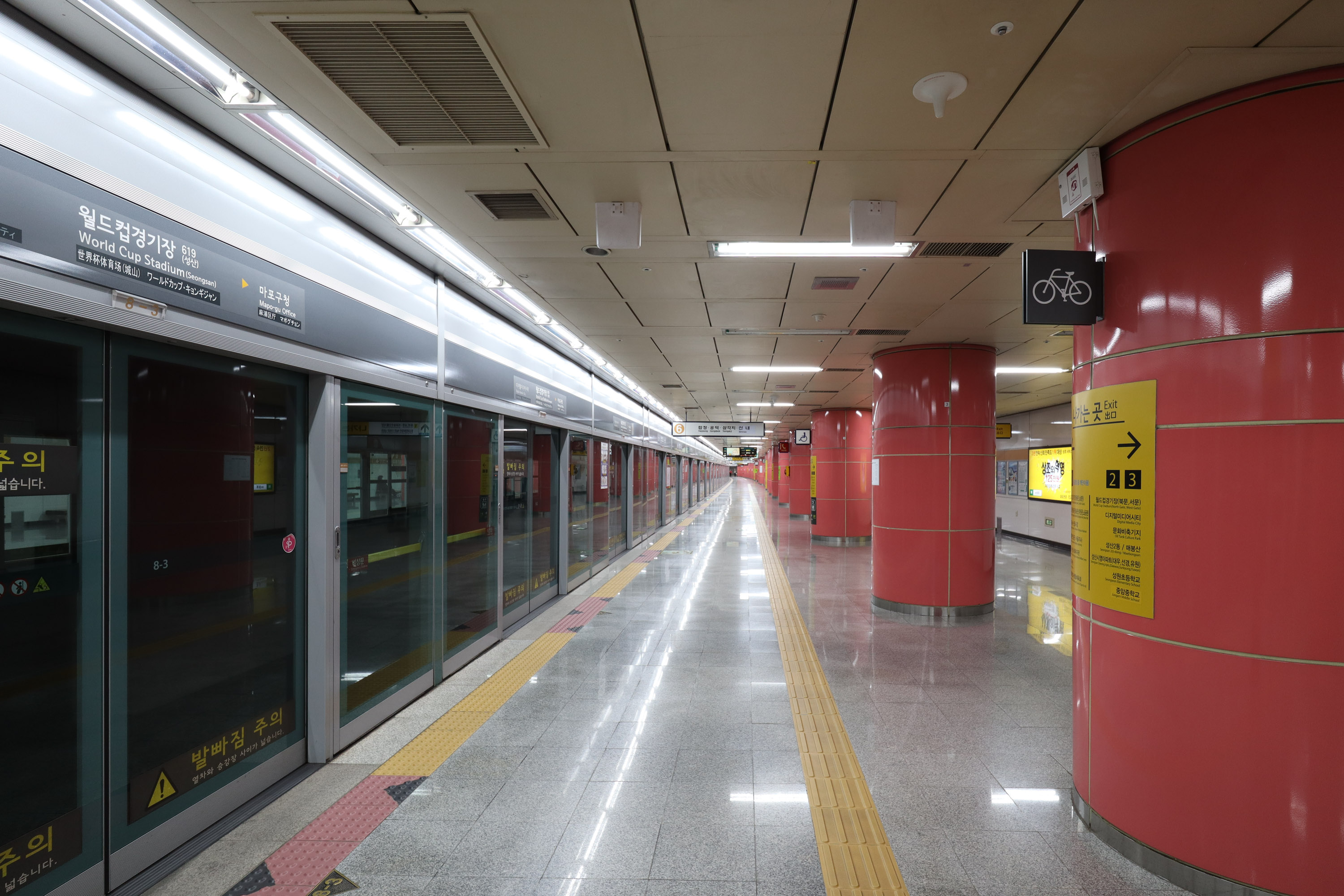
Sân ga